# Campeonato Brasileño de Fútbol Serie C 2015
La temporada 2015 fue la 25.ª edición del Campeonato Brasileño de Serie C, la tercera categoría del fútbol de Brasil. El torneo dio inicio el 16 de mayo y finalizó el 21 de noviembre del año en curso y fue disputado por 20 clubes, de los cuales los cuatro mejores equipos ascendieron a la «Serie B 2016» y los cuatro últimos descendieron a la «Serie D 2016».

## Sistema de juego
La edición de 2015 conservó el formato vigente desde la temporada 2012, donde los clubes participantes fueron divididos inicialmente en dos grupos de 10 clubes. Se juegan partidos de ida y vuelta donde los cuatro mejores serán los clasificados a la segunda fase.
En la segunda fase, se organizarán llaves de partidos de ida y vuelta. Se juegan cuartos de final, seminifinal y final. Los cuatro semifinalistas fueron promovidos al Campeonato Brasileño de Fútbol Serie B 2016 mientras que los dos últimos clasificados de cada grupo son relegados al Campeonato Brasileño de Fútbol Serie D 2016.

### Criterios de desempate
En caso de que haya dos o más equipos empatados en puntos al final de la primera fase (fase de grupos), los criterios de desempate son:
1. Mayor número de partidos ganados.
2. Mejor diferencia de gol.
3. Mayor número de goles a favor.
4. Resultado del partido jugado entre los equipos.
5. Menor número de tarjetas rojas recibidas.
6. Menor número de tarjetas amarillas recibidas.
7. Sorteo.

En caso de que haya dos o más equipos empatados en puntos al final de la segunda, tercera y cuartas fase (cuartos de final, semifinal y final, respectivamente), los criterios de desempate son:
1. Mejor diferencia de gol.
2. Mayor número de goles a favor en calidad de visitante.
3. Tiros desde el punto penal.

## Equipos participantes
| Equipo            | Ciudad            | Estado              | 2014           | Estadio            | Capacidad |
| ----------------- | ----------------- | ------------------- | -------------- | ------------------ | --------- |
| Águia de Marabá   | Marabá            | Pará                | 16.º           | Zinho de Oliveira  | 5000      |
| América           | Natal             | Rio Grande do Norte | 17.º (Série B) | Arena das Dunas    | 32 050    |
| ASA               | Arapiraca         | Alagoas             | 9.º            | Fumeirão           | 15 000    |
| Botafogo-PB       | João Pessoa       | Paraíba             | 12.º           | Almeidão           | 19 000    |
| Brasil de Pelotas | Pelotas           | Rio Grande do Sul   | 2.º (Serie D)  | Bento Freitas      | 18 000    |
| SER Caxias        | Caxias do Sul     | Rio Grande do Sul   | 15.º           | Centenário         | 22 132    |
| Confiança         | Aracaju           | Sergipe             | 4.º (Serie D)  | Batistão           | 14 000    |
| Cuiabá            | Cuiabá            | Mato Grosso         | 14.º           | Arena Pantanal     | 44 000    |
| Fortaleza         | Fortaleza         | Ceará               | 5.º            | Arena Castelão     | 63 903    |
| Guarani           | Campinas          | São Paulo           | 13°            | Brinco de Ouro     | 29 130    |
| Guaratinguetá     | Guaratinguetá     | São Paulo           | 10.º           | Ninho da Garça     | 16 095    |
| Icasa             | Juazeiro do Norte | Ceará               | 18.º (Série B) | Romeirão           | 10 000    |
| Juventude         | Caxias do Sul     | Rio Grande do Sul   | 11.º           | Alfredo Jaconi     | 19 924    |
| Londrina          | Londrina          | Paraná              | 3.º (Série D)  | Estadio do Café    | 30 000    |
| Madureira         | Río de Janeiro    | Río de Janeiro      | 8.º            | Conselheiro Galvão | 2136      |
| Portuguesa        | São Paulo         | São Paulo           | 20.º (Série B) | Canindé            | 21 004    |
| Salgueiro         | Salgueiro         | Pernambuco          | 7.º            | Cornélio de Barros | 12 070    |
| Tombense          | Tombos            | Minas Gerais        | 1.º (Serie D)  | Almeidão (MG)      | 3050      |
| Tupi              | Juiz de Fora      | Minas Gerais        | 6.º            | Mario Helênio      | 14 185    |
| Vila Nova         | Goiânia           | Goiás               | 19.º (Série B) | Serra Dourada      | 42 000    |

## Primera fase

### Grupo A
| Pos. | Equipos          | PJ | PG | PE | PP | GF | GC | Dif. | Pts. |
| ---- | ---------------- | -- | -- | -- | -- | -- | -- | ---- | ---- |
| 1.   | Fortaleza        | 18 | 10 | 6  | 2  | 30 | 14 | +16  | 36   |
| 2.   | ASA Arapiraca    | 18 | 10 | 5  | 3  | 24 | 17 | +7   | 35   |
| 3.   | Vila Nova        | 18 | 10 | 3  | 5  | 24 | 13 | +11  | 33   |
| 4.   | Confiança        | 18 | 9  | 4  | 5  | 25 | 16 | +9   | 31   |
| 5.   | América de Natal | 18 | 8  | 5  | 5  | 23 | 17 | +6   | 29   |
| 6.   | Botafogo - PB    | 18 | 6  | 5  | 7  | 25 | 30 | –5   | 23   |
| 7.   | Cuiabá           | 18 | 5  | 4  | 9  | 20 | 25 | –5   | 19   |
| 8.   | Salgueiro        | 18 | 4  | 7  | 7  | 17 | 20 | –3   | 19   |
| 9.   | Águia de Marabá  | 18 | 3  | 6  | 9  | 19 | 28 | –9   | 15   |
| 10.  | Icasa            | 18 | 2  | 1  | 15 | 15 | 42 | –27  | 7    |

|  |                                   |
|  | Clasificado a la segunda fase.    |
|  | Descendidos para la Serie D 2016. |

#### Resultados
| Confiança       | 1 - 1 | ASA              | Batistão          | 16 de mayo | 16:00 |
| Vila Nova       | 1 - 0 | Cuiabá           | Serra Dourada     | 17 de mayo | 16:00 |
| Botafogo - PB   | 1 - 2 | Salgueiro        | Amigão            | 17 de mayo | 16:00 |
| Águia da Marabá | 1 - 1 | América de Natal | Zinho de Oliveira | 17 de mayo | 17:00 |
| Icasa           | 0 - 2 | Fortaleza        | Romeirão          | 17 de mayo | 19:00 |

| Fortaleza        | 3 - 2 | Vila Nova       | Castelão        | 23 de mayo | 19:30 |
| América de Natal | 2 - 1 | Icasa           | Arena das Dunas | 24 de mayo | 16:00 |
| ASA              | 1 - 1 | Botafogo - PB   | Fumeirão        | 24 de mayo | 16:00 |
| Salgueiro        | 0 - 0 | Águia da Marabá | Salgueirão      | 24 de mayo | 16:00 |
| Cuiabá           | 1 - 0 | Confiança       | Arena Pantanal  | 24 de mayo | 19:00 |

| Icasa           | 1 - 2 | Salgueiro        | Romeirão               | 30 de mayo | 16:00 |
| Botafogo - PB   | 2 - 1 | Confiança        | Almeidão (João Pessoa) | 30 de mayo | 19:00 |
| ASA             | 3 - 0 | América de Natal | Fumeirão               | 30 de mayo | 19:30 |
| Águia da Marabá | 1 - 2 | Vila Nova        | Zinho de Oliveira      | 31 de mayo | 16:00 |
| Cuiabá          | 1 - 3 | Fortaleza        | Arena Pantanal         | 1 de junio | 20:15 |

| Vila Nova        | 2 - 0 | Icasa           | Onésio Brasileiro Alvarenga | 7 de junio | 11:00 |
| Fortaleza        | 1 - 1 | ASA             | Castelão                    | 7 de junio | 19:00 |
| Confiança        | 1 - 1 | Águia da Marabá | Batistão                    | 7 de junio | 19:00 |
| Botafogo - PB    | 0 - 0 | Cuiabá          | Almeidão (João Pessoa)      | 7 de junio | 19:00 |
| América de Natal | 2 - 2 | Salgueiro       | Arena das Dunas             | 7 de junio | 19:00 |

| Vila Nova       | 0 - 1 | América de Natal | Onésio Brasileiro Alvarenga | 27 de junio | 16:00 |
| Icasa           | 2 - 3 | Confiança        | Romeirão                    | 28 de junio | 16:00 |
| ASA             | 1 - 0 | Cuiabá           | Fumeirão                    | 28 de junio | 16:00 |
| Águia da Maraba | 2 - 2 | Botafogo - PB    | Zinho de Oliveira           | 28 de junio | 16:00 |
| Salgueiro       | 0 - 1 | Fortaleza        | Salgueirão                  | 28 de junio | 19:00 |

| Cuiabá          | 0 - 1 | Salgueiro        | Arena Pantanal         | 4 de julio | 19:00 |
| Fortaleza       | 1 - 0 | América de Natal | Castelão               | 4 de julio | 20:00 |
| Águia da Marabá | 1 - 2 | ASA              | Zinho de Oliveira      | 5 de julio | 16:00 |
| Botafogo - PB   | 2 - 0 | Icasa            | Almeidão (João Pessoa) | 5 de julio | 16:00 |
| Confiança       | 0 - 0 | Vila Nova        | Batistão               | 6 de julio | 20:15 |

| Confiança        | 1 - 0 | Fortaleza       | Batistão                    | 11 de julio | 16:00 |
| Icasa            | 2 - 0 | Águia da Marabá | Romeirão                    | 11 de julio | 16:00 |
| Salgueiro        | 1 - 1 | ASA             | Salgueirão                  | 11 de julio | 16:00 |
| América de Natal | 2 - 1 | Cuiabá          | Arena das Dunas             | 11 de julio | 19:00 |
| Vila Nova        | 2 - 0 | Botafogo - PB   | Onésio Brasileiro Alvarenga | 11 de julio | 19:00 |

| Fortaleza        | 3 - 0 | Botafogo - PB   | Castelão        | 18 de julio | 16:00 |
| ASA              | 3 - 1 | Icasa           | Fumeirão        | 19 de julio | 16:00 |
| Salgueiro        | 0 - 1 | Vila Nova       | Salgueirão      | 19 de julio | 16:00 |
| Cuiabá           | 2 - 1 | Águia da Marabá | Arena Pantanal  | 19 de julio | 17:00 |
| América de Natal | 2 - 0 | Confiança       | Arena das Dunas | 19 de julio |       |

| Águia da Marabá | 2 - 2 | Fortaleza        | Zinho de Oliveira      | 25 de julio | 16:00 |
| Vila Nova       | 3 - 0 | ASA              | Serra Dourada          | 25 de julio | 16:00 |
| Confiança       | 2 - 0 | Salgueiro        | Batistão               | 26 de julio | 16:00 |
| Icasa           | 1 - 4 | Cuiabá           | Romeirão               | 26 de julio | 16:00 |
| Botafogo - PB   | 1 - 0 | América de Natal | Almeidão (João Pessoa) | 26 de julio | 19:00 |

| Fortaleza        | 2 - 0 | Icasa           | Arena Castelão  | 1 de agosto | 16:00 |
| Salgueiro        | 4 - 1 | Botafogo - PB   | Salgueirão      | 2 de agosto | 16:00 |
| América de Natal | 2 - 0 | Águia da Marabá | Arena das Dunas | 2 de agosto | 18:30 |
| ASA              | 1 - 0 | Confiança       | Fumeirão        | 2 de agosto | 19:00 |
| Cuiabá           | 1 - 1 | Vila Nova       | Arena Pantanal  | 3 de agosto | 20:15 |

| Vila Nova       | 0 - 0 | Fortaleza        | Serra Dourada          | 8 de agosto | 16:00 |
| Botafogo - PB   | 2 - 2 | ASA              | Almeidão (João Pessoa) | 8 de agosto | 19:00 |
| Icasa           | 1 - 0 | América de Natal | Romeirão               | 9 de agosto | 16:00 |
| Confiança       | 4 - 1 | Cuiabá           | Batistão               | 9 de agosto | 16:00 |
| Águia da Marabá | 0 - 0 | Salgueiro        | Zinho de Oliveira      | 9 de agosto | 16:00 |

| América de Natal | 2 - 0 | ASA             | Arena das Dunas | 14 de agosto | 21:00 |
| Vila Nova        | 1 - 0 | Águia da Marabá | Serra Dourada   | 15 de agosto | 16:00 |
| Fortaleza        | 1 - 0 | Cuiabá          | Castelão        | 15 de agosto | 16:00 |
| Salgueiro        | 1 - 1 | Icasa           | Salgueirão      | 15 de agosto |       |
| Confiança        | 1 - 2 | Botafogo - PB   | Batistão        | 16 de agosto | 19:00 |

| ASA             | 1 - 0 | Fortaleza        | Fumeirão          | 22 de agosto | 16:00 |
| Águia da Marabá | 1 - 2 | Confiança        | Zinho de Oliveira | 23 de agosto | 16:00 |
| Icasa           | 0 - 3 | Vila Nova        | Romeirão          | 23 de agosto | 18:30 |
| Salgueiro       | 1 - 1 | América de Natal | Salgueirão        | 24 de agosto | 20:30 |
| Cuiabá          | 1 - 2 | Botafogo - PB    | Arena Pantanal    | 24 de agosto | 21:00 |

| Fortaleza        | 4 - 2 | Salgueiro       | Castelão               | 29 de agosto | 16:00 |
| Confiança        | 4 - 0 | Icasa           | Batistão               | 30 de agosto | 16:00 |
| Cuiabá           | 3 - 1 | ASA             | Arena Pantanal         | 30 de agosto | 17:00 |
| América de Natal | 2 - 1 | Vila Nova       | Arena das Dunas        | 30 de agosto | 18:00 |
| Botafogo - PB    | 1 - 2 | Águia da Marabá | Almeidão (João Pessoa) | 30 de agosto | 19:00 |

| América de Natal | 0 - 0 | Fortaleza       | Arena das Dunas | 5 de septiembre  | 19:00 |
| Salgueiro        | 0 - 0 | Cuiabá          | Salgueirão      | 6 de septiembre  | 16:00 |
| ASA              | 1 - 0 | Águia da Marabá | Fumeirão        | 6 de septiembre  | 19:00 |
| Icasa            | 1 - 4 | Botafogo - PB   | Romeirão        | 6 de septiembre  | 19:00 |
| Vila Nova        | 1 - 2 | Confiança       | Serra Dourada   | 17 de septiembre | 20:30 |

| ASA             | 1 - 0 | Salgueiro        | Fumeirão               | 12 de septiembre | 16:00 |
| Botafogo - PB   | 1 - 2 | Vila Nova        | Almeidão (João Pessoa) | 12 de septiembre | 19:00 |
| Águia da Maraba | 3 - 2 | Icasa            | Zinho de Oliveira      | 13 de septiembre | 16:00 |
| Cuiabá          | 2 - 2 | América de Natal | Arena Pantanal         | 13 de septiembre | 16:00 |
| Fortaleza       | 1 - 1 | Confiança        | Castelão               | 13 de septiembre | 19:00 |

| Icasa           | 1 - 3 | ASA              | Romeirão               | 20 de septiembre | 16:00 |
| Águia da Maraba | 3 - 1 | Cuiabá           | Zinho de Oliveira      | 20 de septiembre | 16:00 |
| Botafogo - PB   | 2 - 2 | Fortaleza        | Almeidão (João Pessoa) | 20 de septiembre | 19:00 |
| Vila Nova       | 2 - 1 | Salgueiro        | Serra Dourada          | 21 de septiembre | 20:30 |
| Confiança       | 1 - 0 | América de Natal | Batistão               | 21 de septiembre | 20:30 |

| ASA              | 1 - 0 | Vila Nova       | Fumeirão        | 27 de septiembre | 19:00 |
| Salgueiro        | 0 - 1 | Confiança       | Salgueirão      | 27 de septiembre | 19:00 |
| América de Natal | 4 - 1 | Botafogo - PB   | Arena das Dunas | 27 de septiembre | 19:00 |
| Cuiabá           | 2 - 1 | Icasa           | Arena Pantanal  | 27 de septiembre | 19:00 |
| Fortaleza        | 4 - 1 | Águia da Maraba | Castelão        | 27 de septiembre | 19:00 |

### Grupo B
| Pos. | Equipos             | PJ | PG | PE | PP | GF | GC | Dif. | Pts. |
| ---- | ------------------- | -- | -- | -- | -- | -- | -- | ---- | ---- |
| 1.   | Londrina            | 18 | 9  | 7  | 2  | 23 | 14 | +9   | 34   |
| 2.   | Portuguesa - SP     | 18 | 9  | 3  | 6  | 30 | 23 | +7   | 30   |
| 3.   | Tupi                | 18 | 8  | 6  | 4  | 18 | 15 | +3   | 30   |
| 4.   | Brasil de Pelotas   | 18 | 7  | 8  | 3  | 30 | 20 | +10  | 29   |
| 5.   | Juventude           | 18 | 7  | 8  | 3  | 30 | 21 | +9   | 29   |
| 6.   | Guaraní de Campinas | 18 | 7  | 8  | 3  | 23 | 17 | +6   | 29   |
| 7.   | Tombense            | 18 | 3  | 8  | 7  | 16 | 19 | –3   | 17   |
| 8.   | Guaratinguetá       | 18 | 4  | 4  | 10 | 19 | 30 | –11  | 16   |
| 9.   | Madureira           | 18 | 1  | 10 | 7  | 19 | 34 | –15  | 13   |
| 10.  | Caxias do Sul       | 18 | 0  | 8  | 10 | 14 | 29 | –15  | 8    |

|  |                                   |
|  | Clasificado a la segunda fase.    |
|  | Descendidos para la Serie D 2016. |

#### Resultados
| Tombense          | 0 - 1 | Tupi                | Almeidão (Tombos) | 16 de mayo | 16:00 |
| Brasil de Pelotas | 1 - 1 | Juventude           | Bento Freitas     | 16 de mayo | 19:00 |
| Caxias do Sul     | 1 - 1 | Madureira           | Centenário        | 17 de mayo | 16:00 |
| Guaratinguetá     | 1 - 1 | Guaraní de Campinas | Ninho da Garça    | 17 de mayo | 16:00 |
| Londrina          | 2 - 1 | Portuguesa - SP     | do Café           | 17 de mayo | 16:00 |

| Madureira           | 1 - 1 | Tombense          | Conselheiro Galvão | 23 de mayo | 15:00 |
| Tupi                | 3 - 0 | Guaratinguetá     | Mario Helênio      | 23 de mayo | 16:00 |
| Portuguesa - SP     | 1 - 1 | Brasil de Pelotas | Pacaembú           | 23 de mayo | 19:00 |
| Juventude           | 0 - 0 | Caxias do Sul     | Alfredo Jaconi     | 24 de mayo | 16:00 |
| Guaraní de Campinas | 1 - 2 | Londrina          | Brinco de Ouro     | 25 de mayo | 20:15 |

| Madureira           | 1 - 3 | Portuguesa - SP | Conselheiro Galvão | 30 de mayo | 15:00 |
| Tombense            | 1 - 0 | Caxias do Sul   | Almeidão (Tombos)  | 30 de mayo | 16:00 |
| Londrina            | 0 - 0 | Juventude       | do Café            | 31 de mayo | 15:00 |
| Brasil de Pelotas   | 2 - 0 | Guaratinguetá   | do Vale            | 31 de mayo | 16:00 |
| Guaraní de Campinas | 1 - 1 | Tupi            | Brinco de Ouro     | 31 de mayo | 19:00 |

| Juventude     | 1 - 1 | Guaraní de Campinas | Alfredo Jaconi | 6 de junio | 16:00 |
| Tupi          | 3 - 3 | Madureira           | Mario Helênio  | 6 de junio | 16:45 |
| Londrina      | 1 - 0 | Tombense            | Regional       | 7 de junio | 15:00 |
| Caxias do Sul | 1 - 2 | Brasil de Pelotas   | Centenário     | 7 de junio | 16:00 |
| Guaratinguetá | 0 - 3 | Portuguesa - SP     | Darío Leite    | 8 de junio | 20:15 |

| Tombense          | 1 - 2 | Guaraní de Campinas | Almeidão (Tombos)  | 27 de junio | 11:00 |
| Madureira         | 3 - 4 | Juventude           | Conselheiro Galvão | 27 de junio | 16:00 |
| Portuguesa - SP   | 0 - 1 | Tupi                | Canindé            | 27 de junio | 16:00 |
| Guaratinguetá     | 0 - 0 | Caxias do Sul       | Darío Leite        | 28 de junio | 11:00 |
| Brasil de Pelotas | 3 - 1 | Londrina            | Bento Freitas      | 28 de junio | 11:00 |

| Juventude           | 3 - 2 | Portuguesa - SP   | Alfredo Jaconi    | 4 de julio | 11:00 |
| Tombense            | 0 - 0 | Brasil de Pelotas | Almeidão (Tombos) | 4 de julio | 16:00 |
| Guaraní de Campinas | 0 - 0 | Madureira         | Brinco de Ouro    | 5 de julio | 11:00 |
| Caxias do Sul       | 0 - 1 | Tupi              | Centenário        | 5 de julio | 16:00 |
| Londrina            | 0 - 0 | Guaratinguetá     | do Café           | 5 de julio | 19:00 |

| Tupi              | 1 - 1 | Juventude           | Mario Helênio | 12 de julio | 11:00 |
| Guaratinguetá     | 0 - 2 | Tombense            | Darío Leite   | 12 de julio | 11:00 |
| Brasil de Pelotas | 3 - 1 | Madureira           | Bento Freitas | 12 de julio | 16:00 |
| Portuguesa - SP   | 1 - 0 | Guaraní de Campinas | Canindé       | 12 de julio | 19:00 |
| Caxias do Sul     | 1 - 1 | Londrina            | Centenário    | 13 de julio | 20:15 |

| Portuguesa - SP     | 3 - 0 | Caxias do Sul     | do Canindé         | 18 de julio | 11:00 |
| Madureira           | 2 - 0 | Guaratinguetá     | Conselheiro Galvão | 18 de julio | 15:00 |
| Tupi                | 0 - 1 | Londrina          | Mario Helênio      | 18 de julio | 19:00 |
| Juventude           | 1 - 0 | Tombense          | Alfredo Jaconi     | 19 de julio | 16:00 |
| Guaraní de Campinas | 2 - 2 | Brasil de Pelotas | Brinco de Ouro     | 20 de julio | 20:15 |

| Caxias do Sul     | 0 - 2 | Guaratinguetá   | Centenário        | 25 de julio | 19:00 |
| Londrina          | 0 - 0 | Madureira       | do Café           | 26 de julio | 11:00 |
| Guaratinguetá     | 2 - 3 | Juventude       | Darío Leite       | 26 de julio | 11:00 |
| Brasil de Pelotas | 0 - 0 | Tupi            | Bento Freitas     | 26 de julio | 16:00 |
| Tombense          | 2 - 2 | Portuguesa - SP | Almeidão (Tombos) | 27 de julio | 20:15 |

| Portuguesa - SP     | 1 - 1 | Londrina          | do Canindé     | 1 de agosto | 11:00 |
| Madureira           | 2 - 2 | Caxias do Sul     | Moça Bonita    | 1 de agosto | 11:00 |
| Tupi                | 1 - 1 | Tombense          | Mario Helênio  | 1 de agosto | 16:00 |
| Juventude           | 2 - 3 | Brasil de Pelotas | Alfredo Jaconi | 1 de agosto | 19:00 |
| Guaraní de Campinas | 1 - 0 | Guaratinguetá     | Brinco de Ouro | 2 de agosto | 16:00 |

| Londrina          | 2 - 2 | Guaraní de Campinas | do Café           | 8 de agosto  | 11:00 |
| Guaratinguetá     | 0 - 1 | Tupi                | Darío Leite       | 9 de agosto  | 11:00 |
| Caxias do Sul     | 0 - 0 | Juventude           | Centenário        | 9 de agosto  | 19:00 |
| Tombense          | 1 - 1 | Madureira           | Campo do Nacional | 10 de agosto | 20:15 |
| Brasil de Pelotas | 4 - 1 | Portuguesa - SP     | Bento Freitas     | 10 de agosto | 20:30 |

| Tupi            | 1 - 0 | Guaratinguetá     | Mario Helênio  | 15 de julio | 11:00 |
| Guaratinguetá   | 2 - 1 | Brasil de Pelotas | Eco-Estádio    | 15 de julio | 11:00 |
| Caxias do Sul   | 1 - 2 | Tombense          | Centenário     | 15 de julio | 16:00 |
| Juventude       | 1 - 3 | Londrina          | Alfredo Jaconi | 16 de julio | 16:00 |
| Portuguesa - SP | 4 - 2 | Madureira         | Canindé        | 17 de julio | 20:30 |

## Segunda Fase
Los 8 clubes finalistas disputan cuartos de final, semifinales y final. los cuatro equipos semifinalistas ascienden a la Serie-B 2016.
|  | Cuartos de final   | Cuartos de final   | Cuartos de final   |   |                   | Semifinales                     | Semifinales                     | Semifinales                     |  |           | Final               | Final               | Final               |  |
|  | 3 al 19 de octubre | 3 al 19 de octubre | 3 al 19 de octubre |   |                   | 24 de octubre al 2 de noviembre | 24 de octubre al 2 de noviembre | 24 de octubre al 2 de noviembre |  |           | 8 y 21 de noviembre | 8 y 21 de noviembre | 8 y 21 de noviembre |  |
|  |                    |                    |                    |   |                   |                                 |                                 |                                 |  |           |                     |                     |                     |  |
|  |                    |                    |                    |   |                   |                                 |                                 |                                 |  |           |                     |                     |                     |  |
|  | Brasil de Pelotas  | 1                  | 0                  |   |                   |                                 |                                 |                                 |  |           |                     |                     |                     |  |
|  | Brasil de Pelotas  | 1                  | 0                  |   |                   |                                 |                                 |                                 |  |           |                     |                     |                     |  |
|  | Fortaleza          | 0                  | 0                  |   |                   |                                 |                                 |                                 |  |           |                     |                     |                     |  |
|  | Fortaleza          | 0                  | 0                  |   | Brasil de Pelotas | 0                               | 0 (3)                           |                                 |  |           |                     |                     |                     |  |
|  |                    |                    |                    |   | Brasil de Pelotas | 0                               | 0 (3)                           |                                 |  |           |                     |                     |                     |  |
|  |                    |                    | Vila Nova          | 0 | 0 (4)             |                                 |                                 |                                 |  |           |                     |                     |                     |  |
|  | Vila Nova          | 1                  | Vila Nova          | 0 | 0 (4)             | 2                               |                                 |                                 |  |           |                     |                     |                     |  |
|  | Vila Nova          | 1                  |                    |   |                   |                                 |                                 |                                 |  |           |                     |                     |                     |  |
|  | Portuguesa         | 0                  | 1                  |   |                   |                                 |                                 |                                 |  |           |                     |                     |                     |  |
|  | Portuguesa         | 0                  | 1                  |   |                   |                                 |                                 |                                 |  | Vila Nova | 0                   | 4                   |                     |  |
|  |                    |                    |                    |   |                   |                                 |                                 |                                 |  | Vila Nova | 0                   | 4                   |                     |  |
|  |                    |                    | Londrina           | 1 | 1                 |                                 |                                 |                                 |  |           |                     |                     |                     |  |
|  | Tupi               | 2                  | Londrina           | 1 | 1                 | 2                               |                                 |                                 |  |           |                     |                     |                     |  |
|  | Tupi               | 2                  |                    |   |                   |                                 |                                 |                                 |  |           |                     |                     |                     |  |
|  | ASA Arapiraca      | 0                  | 1                  |   |                   |                                 |                                 |                                 |  |           |                     |                     |                     |  |
|  | ASA Arapiraca      | 0                  | 1                  |   | Tupi              | 0                               | 0 (3)                           |                                 |  |           |                     |                     |                     |  |
|  |                    |                    |                    |   | Tupi              | 0                               | 0 (3)                           |                                 |  |           |                     |                     |                     |  |
|  |                    |                    | Londrina           | 0 | 0 (5)             |                                 |                                 |                                 |  |           |                     |                     |                     |  |
|  | Confiança          | 0                  | Londrina           | 0 | 0 (5)             | 0                               |                                 |                                 |  |           |                     |                     |                     |  |
|  | Confiança          | 0                  |                    |   |                   |                                 |                                 |                                 |  |           |                     |                     |                     |  |
|  | Londrina           | 0                  | 1                  |   |                   |                                 |                                 |                                 |  |           |                     |                     |                     |  |
|  | Londrina           | 0                  | 1                  |   |                   |                                 |                                 |                                 |  |           |                     |                     |                     |  |
|  |                    |                    |                    |   |                   |                                 |                                 |                                 |  |           |                     |                     |                     |  |

| Bandera del estado de Goiás |
| Campeón                     |
| Vila Nova 2.do título       |